# Bazzania bidens
Bazzania bidens là một loài rêu tản trong họ Lepidoziaceae. Loài này được (Gottsche & Lindenb.) Trevis. miêu tả khoa học lần đầu tiên năm 1877.